# 烏瓦羅沃
51°59′N 42°16′E / 51.983°N 42.267°E
烏瓦羅沃（俄语：Ува́рово）是俄羅斯坦波夫州東南部的城市，位於州府坦波夫東南117公里的沃羅納河畔。2002年人口29,690人。
1699年建立，1966年建市。